# Стратегические бомбардировки
Стратегические бомбардировки — военная стратегия в стиле тотальной войны, целью которой является уничтожение экономической способности страны вести войну. Проводится путём систематически продуманных воздушных бомбардировок территории противника.

## Случаи стратегических бомбардировок в истории
Среди наиболее противоречивых случаев стратегических бомбежек выделяются:
- Гражданская война в Испании
  - Бомбардировка Герники: первая в истории воздушная бомбардировка с явной целью полного разрушения города и уничтожения гражданского населения.
- Вторая мировая война
- Стратегические бомбардировки в период Второй мировой войны
  - Немецкие бомбежки Роттердама в 1940 году
  - Немецкие бомбежки Великобритании
  - Немецкие бомбежки Москвы, Ленинграда
  - Союзные бомбардировки Кёльна, Берлина, Дрездена и Гамбурга
  - Бомбардировки Токио:
    - Бомбардировка Токио 10 марта 1945 года

  - Атомные бомбардировки Хиросимы и Нагасаки
- Война во Вьетнаме
  - Бомбардировка Ханоя и Хайфона (операция Linebacker II)
- Союзные бомбардировки Ирака во время первой Войны в Заливе
- Распад Югославии (1991—1999)
  - Операция «Deliberate Force»
  - Война в Косово (1999)
    - Бомбардировки ВВС НАТО промышленной и другой гражданской инфраструктуры в Сербии. Несмотря на трудоемкую проведенную работу по отбору целей, были сделаны многочисленные ошибки (как в подборе целей так и при бомбежке), в частности бомбовый удар по посольству Китая в Белграде и преднамеренная бомбежка главного ТВ центра в Белграде. Бомбежки, однако, достигли желаемого результата — сербские войска были выведены из Косово, причем боевое задействование наземных войск НАТО не потребовалось.
- Вторжение в Ирак 2003 года
  - Высокоточные бомбы с лазерным и GPS наведением использовались активно, не только для ударов по иракской армии, но и для разрушения инфраструктурных объектов — телекоммуникационных, электрических, различных правительственных зданий.